# Багатовимірний нормальний розподіл
Багатовимірний нормальний розподіл (чи багатовимірний гаусів розподіл) у теорії ймовірностей — це узагальнення одновимірного нормального розподілу для випадку із багатьма вимірами. Відповідно до одного із визначень стверджують, що вектор випадкових величин має k-варіативний нормальний розподіл якщо кожна лінійна комбінація його k компонент має одновимірний нормальний розподіл. В основному його важливість випливає із узагальнення центральної граничної теореми для багатьох вимірів. Багатовимірний нормальний розподіл часто використовують аби описати, принаймні наближено, будь-яку множину (можливо) корельованих випадкових величин із дійсними значенням, кожна з яких скупчується довкола середнього значення.

## Позначення і параметризація
Багатовимірний нормальний розподіл k-вимірного вектору випадкових величин X = [X1, X2, …, Xk]T може записуватися у формі наступної нотації:
{\displaystyle \mathbf {X} \ \sim \ {\mathcal {N}}({\boldsymbol {\mu }},\,{\boldsymbol {\Sigma }}),}
або із метою явно зазначити, що X є k-вимірним:
{\displaystyle \mathbf {X} \ \sim \ {\mathcal {N}}_{k}({\boldsymbol {\mu }},\,{\boldsymbol {\Sigma }}),}
із k-вимірним вектором середніх значень
{\displaystyle {\boldsymbol {\mu }}=\operatorname {E} [\mathbf {X} ]=[\operatorname {E} [X_{1}],\operatorname {E} [X_{2}],\ldots ,\operatorname {E} [X_{k}]]^{\rm {T}},}
і матрицею коваріацій {\displaystyle k\times k}
{\displaystyle {\boldsymbol {\Sigma }}=:\operatorname {E} [(\mathbf {X} -{\boldsymbol {\mu }})(\mathbf {X} -{\boldsymbol {\mu }})^{\rm {T}}]=[\operatorname {Cov} [X_{i},X_{j}];1\leq i,j\leq k].}

## Визначення
Випадковий вектор {\displaystyle \mathbf {X} =(X_{1},\ldots ,X_{n})^{\top }:\Omega \to \mathbb {R} ^{n}} має багатовимірний нормальний розподіл, якщо виконується одне з наступних еквівалентних умов:
- Довільна лінійна комбінація компонентів вектора {\displaystyle \sum \limits _{i=1}^{n}a_{i}X_{i}} має нормальний розподіл є константою.
- Існує вектор незалежних стандартних нормальних випадкових величин {\displaystyle \mathbf {Z} =(Z_{1},\ldots ,Z_{m})^{\top }}, дійсний вектор {\displaystyle \mathbf {\mu } =(\mu _{1},\ldots ,\mu _{n})^{\top }} і матриця {\displaystyle \mathbf {A} } розмірності {\displaystyle n\times m}, такі що:

{\displaystyle \mathbf {X} =\mathbf {A} \mathbf {Z} +\mathbf {\mu } }.
- Існує вектор {\displaystyle \mathbf {\mu } \in \mathbb {R} ^{n}} і додатньо визначена симетрична матриця {\displaystyle \mathbf {\Sigma } } розмірності {\displaystyle n\times n}, такі що характеристична функція вектора {\displaystyle \mathbf {X} } має вид:

{\displaystyle \phi _{\mathbf {X} }(\mathbf {u} )=e^{i\mathbf {\mu } ^{\top }\mathbf {u} -{\frac {1}{2}}\mathbf {u} ^{\top }\Sigma \mathbf {u} },\;\mathbf {u} \in \mathbb {R} ^{n}}.

## Зауваження
- Якщо розглядати тільки розподілу з невиродженою коваріаційною матрицею, то еквівалентним буде також наступне визначення:

Існує вектор {\displaystyle \mathbf {\mu } \in \mathbb {R} ^{n}} і додатно визначена симетрична матриця {\displaystyle \mathbf {\Sigma } } розмірності {\displaystyle n\times n}, такі що щільність ймовірності вектора {\displaystyle \mathbf {X} } має вид:
{\displaystyle f_{\mathbf {X} }(\mathbf {x} )={\frac {1}{(2\pi )^{n/2}\vert \Sigma \vert ^{1/2}}}e^{-{\frac {1}{2}}(\mathbf {x} -\mathbf {\mu } )^{\top }\Sigma ^{-1}(\mathbf {x} -\mathbf {\mu } )},\;\mathbf {x} \in \mathbb {R} ^{n}},
де {\displaystyle \vert \Sigma \vert } — визначник матриці {\displaystyle \Sigma }, а {\displaystyle \Sigma ^{-1}} — матриця зворотна до {\displaystyle \Sigma }
- Вектор {\displaystyle \mathbf {\mu } } є вектором середніх значень {\displaystyle \mathbf {X} }, а {\displaystyle \Sigma } — його коваріаційна матриця
- У випадку {\displaystyle n=1}, багатовимірний нормальний розподіл зводиться до звичайного нормального розподілу.
- Якщо випадковий вектор {\displaystyle \mathbf {X} } має багатовимірний нормальний розподіл, то пишуть {\displaystyle \mathbf {X} \sim \mathrm {N} (\mathbf {\mu } ,\Sigma )}.

## Властивості
- Якщо вектор {\displaystyle \mathbf {X} =(X_{1},\ldots ,X_{n})^{\top }} має багатовимірний нормальний розподіл, то його компоненти {\displaystyle X_{i},i=1,\ldots ,n,} мають одновимірний нормальний розподіл. Зворотне, узагалі говорячи, невірно (див. приклад  [Архівовано 15 грудня 2012 у Wayback Machine.])!
- Якщо випадкові величини {\displaystyle X_{1},\ldots ,X_{n}} мають одномірний нормальний розподіл і спільно незалежні, те випадковий вектор {\displaystyle \mathbf {X} =(X_{1},\ldots ,X_{n})^{\top }} має багатовимірний нормальний розподіл. Матриця коваріацій {\displaystyle \Sigma } такого вектора діагональна.
- Якщо {\displaystyle \mathbf {X} =(X_{1},\ldots ,X_{n})^{\top }} має багатовимірний нормальний розподіл, і його компоненти попарно некорельовані, то вони незалежні. Однак, якщо тільки компоненти {\displaystyle X_{i},\;i=1,\ldots ,n} мають одномірний нормальний розподіл і попарно не корелюють, те звідси не випливає, що вони незалежні.

Контрприклад. Нехай {\displaystyle X\sim \mathrm {N} (0,1)}, а {\displaystyle \alpha =\pm 1} з рівними ймовірностями. Тоді якщо {\displaystyle Y=\alpha X\sim \mathrm {N} (0,1)}, те кореляція {\displaystyle X} і {\displaystyle Y} дорівнює нулю. Однак, ці випадкові величини залежні.
- Багатовимірний нормальний розподіл стійко щодо лінійних перетворень. Якщо {\displaystyle \mathbf {X} \sim \mathrm {N} (\mathbf {\mu } ,\Sigma )}, а {\displaystyle \mathbf {A} } — довільна матриця розмірності {\displaystyle m\times n}, то

{\displaystyle \mathbf {A} \mathbf {X} \sim \mathrm {N} \left(\mathbf {A} \mathbf {\mu } ,\mathbf {A} \Sigma \mathbf {A} ^{\top }\right)}.

### Функція густини

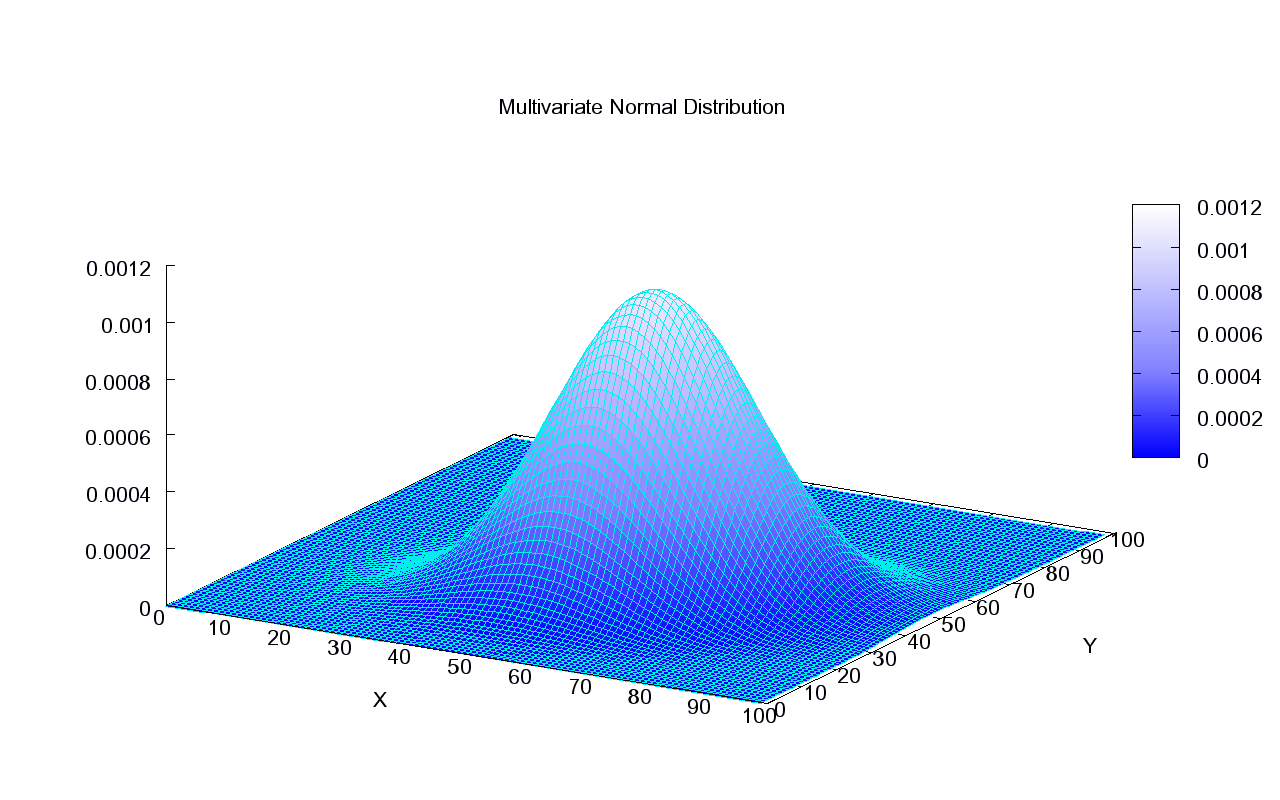
Спільна функція густини біваріативного нормального розподілу

#### Не вироджений випадок
Багатовимірний нормальний розподіл називають "не виродженим" коли його симетрична матриця коваріацій {\displaystyle {\boldsymbol {\Sigma }}} є додатньоозначеною. В такому випадку розподіл має функцію густини:
{\displaystyle {\begin{aligned}f_{\mathbf {X} }(x_{1},\ldots ,x_{k})&={\frac {\exp \left(-{\frac {1}{2}}({\mathbf {x} }-{\boldsymbol {\mu }})^{\mathrm {T} }{\boldsymbol {\Sigma }}^{-1}({\mathbf {x} }-{\boldsymbol {\mu }})\right)}{\sqrt {(2\pi )^{k}|{\boldsymbol {\Sigma }}|}}}\end{aligned}}}
де {\displaystyle {\mathbf {x} }} це k-вимірний вектор стовпець дійсних чисел і {\displaystyle |{\boldsymbol {\Sigma }}|\equiv \operatorname {det} {\boldsymbol {\Sigma }}} це детермінант для {\displaystyle {\boldsymbol {\Sigma }}}, відомий також як узагальнена дисперсія. Вищенаведене рівняння спрощується до аналогічного рівняння, що відповідає одновимірному нормальному розподілу якщо {\displaystyle {\boldsymbol {\Sigma }}} є матрицею розміром {\displaystyle 1\times 1} (тобто єдиним дійсним числом).
Циркулярно-симетрична версія комплексного нормального розподілу має дещо відмінну форму.
Кожен окіл ізо-густини—окіл точок в k-вимірному просторі, в кожній з яких буде деяке стале значення густини —є еліпсом або його узагальненням для більших вимірів; оскільки багатовимірний нормальний розподіл є особливим випадком еліптичних розподілів.
В описовій статистиці {\displaystyle {\sqrt {({\mathbf {x} }-{\boldsymbol {\mu }})^{\mathrm {T} }{\boldsymbol {\Sigma }}^{-1}({\mathbf {x} }-{\boldsymbol {\mu }})}}} відомо як відстань Махаланобіса, яка задає відстань обраної точки {\displaystyle {\mathbf {x} }} від середнього {\displaystyle {\boldsymbol {\mu }}}. Зауважте, що у випадку коли {\displaystyle k=1}, розподіл зводиться до одновимірного нормального розподілу, і відстань Махаланобіса зводиться до абсолютного значення стандартної оцінки.

#### Біваріативний випадок
У 2-вимірному несингулярному випадку (k = rank(Σ) = 2), функція густини імовірності для вектору [X Y]′ є наступною:
{\displaystyle f(x,y)={\frac {1}{2\pi \sigma _{X}\sigma _{Y}{\sqrt {1-\rho ^{2}}}}}\exp \left(-{\frac {1}{2(1-\rho ^{2})}}\left[{\frac {(x-\mu _{X})^{2}}{\sigma _{X}^{2}}}+{\frac {(y-\mu _{Y})^{2}}{\sigma _{Y}^{2}}}-{\frac {2\rho (x-\mu _{X})(y-\mu _{Y})}{\sigma _{X}\sigma _{Y}}}\right]\right)}
де ρ — кореляція між X і Y і
де {\displaystyle \sigma _{X}>0} і {\displaystyle \sigma _{Y}>0}. В такому випадку,
{\displaystyle {\boldsymbol {\mu }}={\begin{pmatrix}\mu _{X}\\\mu _{Y}\end{pmatrix}},\quad {\boldsymbol {\Sigma }}={\begin{pmatrix}\sigma _{X}^{2}&\rho \sigma _{X}\sigma _{Y}\\\rho \sigma _{X}\sigma _{Y}&\sigma _{Y}^{2}\end{pmatrix}}.}
У біваріативному випадку, перша еквівалентна умова встановлення нормальності багатовимірного розподілу може бути менш сувора: для того, щоб зробити висновок чи є вектор [X Y]′ біваріативно нормальним достатньо перевірити чи зліченно велика кількість відмінних лінійних комбінацій X і Y є нормально розподілені.
Біваріативні околи ізо-густини на площині x,y є еліпсами. Із збільшенням абсолютного значення коефіцієнту кореляції ρ, ці околи будуть сплющуватися до наступної прямої :
{\displaystyle y(x)=\operatorname {sgn}(\rho ){\frac {\sigma _{Y}}{\sigma _{X}}}(x-\mu _{X})+\mu _{Y}.}
Це пояснюється тим, що якщо в даному виразі sgn(ρ) замінити на ρ, воно є найкращим лінійним незміщеним передбаченням для Y, що задане значенням X.

## Багатовимірна центральна гранична теорема
Нехай {\displaystyle \xi ^{(1)},\xi ^{(2)},...} — послідовність незалежних і однаково розподілених випадкових векторів, кожний з який має середнє {\displaystyle E\xi ^{(1)}=a} і невироджену матрицю коваріацій {\displaystyle \Sigma } . Позначимо через {\displaystyle S_{n}\xi ^{(1)}+...+\xi ^{(n)}} вектор часткових сум. 
Тоді при {\displaystyle n\to \infty }  має місце збіжність розподілів векторів {\displaystyle \eta ^{(n)}={\frac {S_{n}-na}{\sqrt {n}}}\Rightarrow \eta }, де {\displaystyle \eta } має розподіл   {\displaystyle N_{O,\Sigma }}.
В умовах багатовимірної центральної граничної теореми розподіл будь-яких неперервних функцій {\displaystyle g(\eta ^{(n)})} збігається до розподілу {\displaystyle g(\eta )}. Як {\displaystyle g(x)} нам буде потрібна тільки {\displaystyle g(x)=\sum x_{i}^{2}=\|x\|^{2}}.

### Наслідок
В умовах багатовимірної центральної граничної теореми має місце збіжність {\displaystyle \|\eta ^{(n)}\|^{2}\Rightarrow \|\eta \|^{2}}.